# Panicum mueense
Panicum mueense là một loài thực vật có hoa trong họ Hòa thảo. Loài này được Vanderyst mô tả khoa học đầu tiên năm 1919.